# Malkapur (Buldhana)
Malkapur is een nagar panchayat (plaats) in het district Buldhana van de Indiase staat Maharashtra. 

## Demografie
Volgens de Indiase volkstelling van 2001 wonen er 61.015 mensen in Malkapur, waarvan 51% mannelijk en 49% vrouwelijk is. De plaats heeft een alfabetiseringsgraad van 69%. 